# 비파바

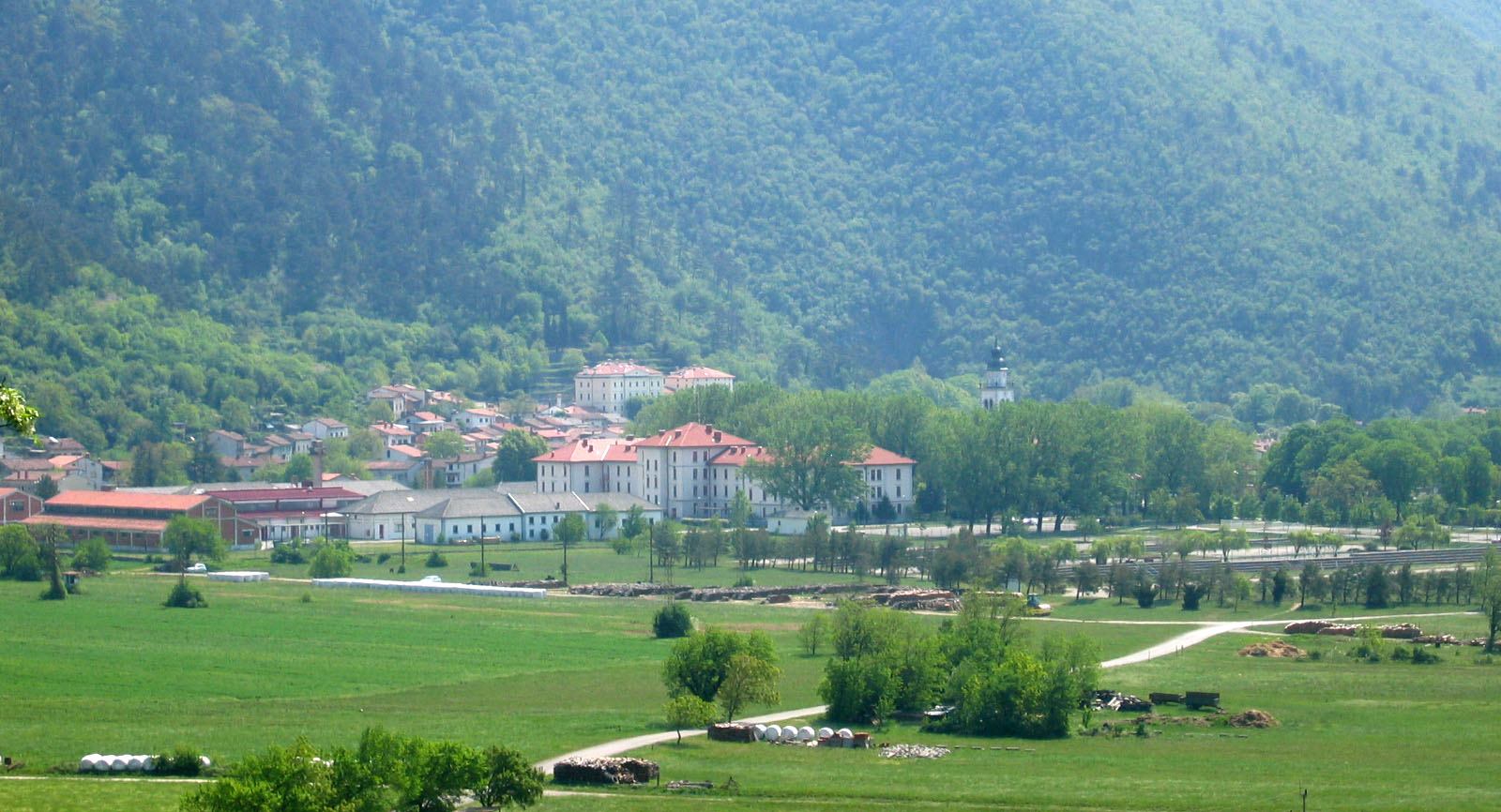
비파바

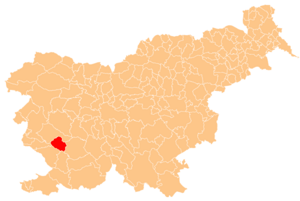
비파바의 위치

비파바(슬로베니아어: Vipava, 독일어: Wippach 비파흐[*], 이탈리아어: Vipacco 비파코[*])는 슬로베니아의 도시로 면적은 107.4km2, 인구는 5,185명(2002년 기준), 인구 밀도는 48.3명/km2이다.